# Aly Wagner
Alyson Kay «Aly» Wagner (San José, California; 10 de agosto de 1980) es una presentadora de deportes y exfutbolista estadounidense. Comenzó a jugar con la selección femenina de fútbol de los Estados Unidos en 1998, cuando estaba estudiando en la Santa Clara University. 

## Carrera universitaria
Wagner jugó para las entre 1998 y 2002. Durante ese periodo lideró al equipo a un balance de 82‑15‑2 y tres participaciones en la. El 9 de diciembre de 2001 marcó el único gol de la final (1‑0) ante la Universidad de Carolina del Norte, otorgando a Santa Clara su primer campeonato de la NCAA y siendo nombrada MVP ofensiva del torneo.  En 2002 recibió el prestigioso Trofeo Hermann y fue elegida para el Today's Top VIII Award, galardones que reconocen a los mejores deportistas universitarios de EE. UU.

## Carrera profesional
La centrocampista fue seleccionada en primera posición del Draft 2003 de la Women's United Soccer Association. Una lesión crónica de pubis le forzó a retirarse del fútbol profesional al término de la campaña 2009.

## Proyectos empresariales
- En marzo de 2021 se incorporó como inversora y asesora estratégica al proyecto del Queensboro FC, USL Championship.[4]
- Es cofundadora y copresidenta de Bay FC, franquicia de expansión de la National Women's Soccer League presentada en abril de 2023 junto a Brandi Chastain, Leslie Osborne y Danielle Slaton.[5][6]

## Vida personal
En diciembre de 2006 contrajo matrimonio con Adam Eyre, exfutbolista de la Major League Soccer. El matrimonio tiene trillizos  - Griffin, Daeven y Lincoln - nacidos en agosto de 2013, y una hija, Blake, nacida en diciembre de 2015.